# Novotor"jal'skij rajon
Il Novotor"jal'skij rajon (in russo Новоторъяльский район?) è un rajon della Repubblica dei Mari, nella Russia europea, istituito nel 1924. Il capoluogo è Novyj Tor"jal. Il rajon ricopre una superficie di 920,09 chilometri quadrati ed ospitava nel 2023 una popolazione di 13 597 abitanti.